# آمستردام (نیوجرسی)
آمستردام (به انگلیسی: Amsterdam) یک منطقهٔ مسکونی در ایالات متحده آمریکا است که در هلند، نیوجرسی واقع شده‌است. آمستردام ۱۰۲٫۱۱ متر بالاتر از سطح دریا قرار دارد.